# Луангнамтха (провинция)

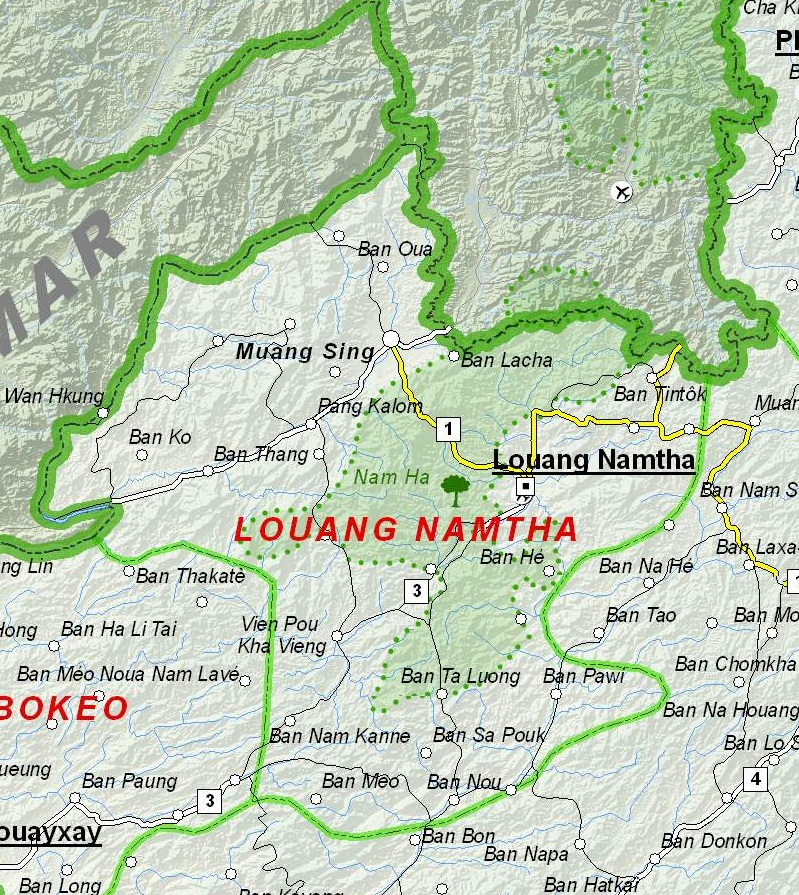
Карта провинции Луангнамтха

Луангнамтха (лаос. ຫລວງນໍ້າທາ) — провинция на севере Лаоса.

## История
С 1966 по 1976 годы Луангнамтха была объединена с провинцией Бокео в провинцию Хуакхонг.

## География
Площадь провинции составляет 9325 км². Граничит с лаосскими провинциями Бокео (на юго-западе) и Удомсай (на юго-востоке), а также с Мьянмой (на северо-западе) и Китаем (на севере). Река Меконг формирует северо-западную границу провинции. 3 крупных притока Меконга, реки Тха, Фа и Лонг, текут через территорию Луангнамтхи с северо-востока на юго-запад.

## Население
По данным на 2013 год численность населения составляет 169 532 человека.
Динамика численности населения провинции по годам:
| 1995    | 1996    | 2005    | 2013    |
| ------- | ------- | ------- | ------- |
| 115 680 | 115 200 | 145 231 | 169 532 |

## Экономика
Провинция является одним из крупнейших в стране производителей сахарного тростника и натурального каучука, располагая обширными плантациями этих культур. Ведётся добыча бурого угля и меди. Крупнейшей компанией провинции в добывающем секторе является Viengphoukha Coal Mine Co. Ltd, осуществляющая добычу бурого угля. Важную роль играет сельское хозяйство; основные с/х культуры, выращиваемые в провинции: рис, кукуруза, маниок, арахис, кардамон, имбирь и др.

## Административное деление
В административном отношении провинция разделена на следующие районы:
1. Лонг (3-03)
2. Нале (3-05)
3. Намтха (3-01)
4. Синг (3-02)
5. Вьенгпхукха (3-04)